# چگالی حامل بار
چگالی حامل بار که به عنوان غلظت حامل نیز شناخته می‌شود، تعداد حامل های بار را در هر حجم نشان می‌دهد. در واحد دستگاه بین‌المللی یکاها SI، بر حسبm−3 اندازه‌گیری می‌شود. مانند هر چگالی دیگری، چگالی حامل بار نیز در اصل به موقعیت بستگی دارد. با این حال، معمولاً غلظت حامل بار به صورت یک عدد گزارش می‌شود که میانگین چگالی حامل بار را در کل ماده نشان می‌دهد.
چگالی حامل بار شامل معادلات مربوط به رسانایی الکتریکی و پدیده‌های مرتبط مانند هدایت حرارتی، و پیوندهای شیمیایی (مانند پیوند کووالانسی) است.
چگالی حامل معمولاً از نظر تئوری با انتگرال‌گیری چگالی حالت‌ها در محدوده انرژی حامل‌های بار در ماده به دست می‌آید (مثلاً انتگرال روی نوار رسانایی برای الکترون‌ها، انتگرال بر روی نوار ظرفیت برای حفره‌ها).
اگر تعداد کل حامل‌های بار مشخص باشد، چگالی حامل را می‌توان به سادگی با تقسیم بر حجم پیدا کرد. برای نشان دادن این موضوع از دید ریاضی، برای محاسبه چگالی حامل بار در کل ماده، ابتدا چگالی یک ذره در نظر گرفته می‌شود. بنابراین با انتگرال‌گیری از چگالی یک ذره در حجم کل ماده ({\displaystyle V})، تعداد حامل‌های بار ({\displaystyle N}) را در آن حجم نشان می‌دهد.
{\displaystyle N=\int _{V}n(\mathbf {r} )\,dV.}
که در آن {\displaystyle n(\mathbf {r} )} چگالی حامل مستقل از مکان است.
چگالی حامل بار {\displaystyle n(\mathbf {r} )} وابسته به موقعیت است. اگر چگالی به موقعیت وابسته نباشد، برابر است با:
{\displaystyle N=V\cdot n_{0}.}
چگالی حامل برای نیمه‌هادی‌ها مهم است. طبق نظریه باند، چگالی الکترون، برابر است با تعداد الکترون‌ها در واحد حجم در نوار رسانایی. هم‌چنین برای حفره‌ها، این چگالی برابر با تعداد حفره‌ها در واحد حجم در نوار ظرفیت است.
برای محاسبه این عدد برای الکترون‌ها، با این فرض شروع می‌کنیم که چگالی کل الکترون‌های باند هدایت، فقط چگالی الکترون‌های رسانش را در انرژی‌های مختلف از پایین نوار به بالای نوار در نوار جمع می‌کند.
{\displaystyle n_{0}=\int _{E_{c}}^{E_{\text{top}}}N(E)\,dE}
از آنجایی که الکترون‌ها فرمیون هستند، چگالی الکترون‌های رسانا در هر انرژی خاص، {\displaystyle N(E)} حاصل چگالی حالات است، {\displaystyle g(E)} یا چند حالت رسانش با توزیع فرمی-دیراک امکان پذیر است، {\displaystyle f(E)} که کسری از حالت‌های دارای الکترون را مشخص می‌کند.
{\displaystyle N(E)=g(E)f(E)}
برای ساده‌تر کردن محاسبه، به جای اینکه الکترون‌ها را به‌عنوان فرمیون در نظر بگیریم، طبق توزیع فرمی دیراک، آنها را به‌عنوان یک گاز کلاسیک غیر متقابل در نظر می‌گیریم که با توزیع ماکسول-بولتزمن به دست می‌آید.این تقریب زمانی که {\displaystyle |E-E_{f}|\gg k_{\text{B}}T} دارای اثرات ناچیز است که برای نیمه هادی های نزدیک به دمای اتاق صادق است. این تقریب در دماهای بسیار پایین یا یک باند شکاف بسیار کوچک نامعتبر است.
{\displaystyle f(E)={\frac {1}{1+e^{\frac {E-E_{f}}{k_{\text{B}}T}}}}\approx e^{-{\frac {E-E_{f}}{k_{\text{B}}T}}}}
چگالی سه‌بعدی حالت‌ها برابر است با:
{\displaystyle g(E)={\frac {1}{2\pi ^{2}}}\left({\frac {2m^{*}}{\hbar ^{2}}}\right)^{\frac {3}{2}}{\sqrt {E-E_{0}}}}
پس از ترکیب و ساده‌سازی عبارات فوق، رابطه زیر منتج می‌شود:
{\displaystyle n_{0}=2\left({\frac {m^{*}k_{\text{B}}T}{2\pi \hbar ^{2}}}\right)^{3/2}e^{-{\frac {E_{c}-E_{f}}{k_{\text{B}}T}}}}
در اینجا {\displaystyle m^{*}} جرم مؤثر الکترون‌ها در نیمه‌هادی و {\displaystyle E_{c}-E_{f}} تفاوت انرژی بین نوار رسانایی و سطح فرمی است که نصف فاصله باند ({\displaystyle E_{g}}) است:
{\displaystyle E_{g}=2(E_{c}-E_{f})}
برای حفره‌ها نیز می‌توان رابطه مشابهی را به دست آورد. غلظت حامل را می‌توان با رفتار الکترون‌هایی که به جلو و عقب در سراسر شکاف باند حرکت می‌کنند، (مانند تعادل یک واکنش برگشت‌پذیر در شیمی) محاسبه کرد که منجر به قانون عمل جرم الکترونیکی (Mass Action Law) می‌شود. این قانون کمیت {\displaystyle n_{i}} را تعریف می کند که غلظت حامل ذاتی نامیده می‌شود. برای مواد دوپ نشده این کمیت برابر است با:
{\displaystyle n_{i}=n_{0}=p_{0}}
جدول زیر چند نمونه از غلظت حامل ذاتی برای نیمه‌هادی‌های ذاتی را به ترتیب افزایش فاصله باند نشان می‌دهد.
| ماده         | چگالی بار (1/cm3) در ۳۰۰ کلوین |
| ------------ | ------------------------------ |
| ژرمانیم      | ۲٫۳۳×۱۰۱۳                      |
| سیلیسیم      | ۹٫۶۵×۱۰۹                       |
| گالیم آرسنید | ۲٫۱×۱۰۶                        |
| 3C-SiC       | ۱۰                             |
| 6H-SiC       | ۲٫۳×۱۰−۶                       |
| 4H-SiC       | ۸٫۲×۱۰−۹                       |
| گالیم نیترید | ۱٫۹×۱۰−۱۰                      |
| الماس        | ۱٫۶×۱۰−۲۷                      |

اگر این مواد دوپ شوند، مقادیر غلظت حامل‌ها تغییر می‌کند. به عنوان مثال، دوپینگ سیلیسیم خالص با مقدار کمی فسفر، چگالی حامل الکترون‌ها را افزایش می‌دهد.
چگالی حامل برای فلزات نیز قابل استفاده است. در این حالت می توان این کمیت را با مدل ساده درود تخمین زد. در این مورد، چگالی حامل (در مورد فلزات، چگالی الکترون آزاد نیز نامیده می‌شود) را می‌توان با رابطه زیر نشان داد:
{\displaystyle n={\frac {N_{\text{A}}Z\rho _{m}}{m_{a}}}}
که {\displaystyle N_{\text{A}}} ثابت آووگادرو، {\displaystyle Z} تعداد الکترون‌های ظرفیت، {\displaystyle \rho _{m}} چگالی ماده و {\displaystyle m_{a}} جرم اتمی است. از آن‌جایی که فلزات می‌توانند چندین عدد اکسایش را نشان دهند، تعریف دقیق تعداد «الکترون ظرفیت» یک عنصر تا حدودی دلخواه است. در جدول زیر، چگالی الکترون‌های آزاد برخی از عناصر از کتاب اشکرافت و مرمین آورده شده است. این اعداد بر اساس رابطه بالا، فرضیاتی در مورد ظرفیت، ({\displaystyle Z}) و داده‌های تجربی کریستالوگرافی برای چگالی، ({\displaystyle \rho _{m}}) محاسبه شده است.
| ماده      | تعداد الکترون ظرفیت | چگالی حامل (1/cm3) در ۳۰۰ کلوین |
| --------- | ------------------- | ------------------------------- |
| مس        | ۱                   | ۸٫۴۷×۱۰۲۲                       |
| نقره      | ۱                   | ۵٫۸۶×۱۰۲۲                       |
| طلا       | ۱                   | ۵٫۹۰×۱۰۲۲                       |
| برلیم     | ۲                   | ۲٫۴۷×۱۰۲۳                       |
| منیزیم    | ۲                   | ۸٫۶۱×۱۰۲۲                       |
| کلسیم     | ۲                   | ۴٫۶۱×۱۰۲۲                       |
| استرانسیم | ۲                   | ۳٫۵۵×۱۰۲۲                       |
| باریم     | ۲                   | ۳٫۱۵×۱۰۲۲                       |
| نایوبیم   | ۱                   | ۵٫۵۶×۱۰۲۲                       |
| آهن       | ۲                   | ۱٫۷۰×۱۰۲۳                       |
| منگنز     | ۲                   | ۱٫۶۵×۱۰۲۳                       |
| روی       | ۲                   | ۱٫۳۲×۱۰۲۳                       |
| کادمیم    | ۲                   | ۹٫۲۷×۱۰۲۲                       |
| آلومینیم  | ۳                   | ۱٫۸۱×۱۰۲۳                       |
| گالیم     | ۳                   | ۱٫۵۴×۱۰۲۳                       |
| ایندیم    | ۳                   | ۱٫۱۵×۱۰۲۳                       |
| تالیم     | ۳                   | ۱٫۰۵×۱۰۲۳                       |
| قلع       | ۴                   | ۱٫۴۸×۱۰۲۳                       |
| سرب       | ۴                   | ۱٫۳۲×۱۰۲۳                       |
| بیسموت    | ۵                   | ۱٫۴۱×۱۰۲۳                       |
| آنتیموان  | ۵                   | ۱٫۶۵×۱۰۲۳                       |

مقادیر n در میان فلزات اغلب در همین محدوده هستند، اما این مدل ساده نمی‌تواند چگالی حامل را با دقت بسیار بالا پیش‌بینی کند.
چگالی حامل های بار را می‌توان در بسیاری از موارد با استفاده از اثر هال تعیین کرد که در آن ولتاژ با چگالی حامل بار، نسبت معکوس دارد.

## مراجع
1. ↑  O. Madelung, U. Rössler, M. Schulz (2002). "Germanium (Ge), intrinsic carrier concentration". Group IV Elements, IV-IV and III-V Compounds. Part b - Electronic, Transport, Optical and Other Properties. Landolt-Börnstein - Group III Condensed Matter. pp. 1–3. doi:10.1007/10832182_503. ISBN 978-3-540-42876-3.{{cite book}}:  نگهداری یادکرد:نام‌های متعدد:فهرست نویسندگان (link)
2. ↑  Pietro P. Altermatt, Andreas Schenk, Frank Geelhaar,Gernot Heiser (2003). "Reassessment of the intrinsic carrier density in crystalline silicon in view of band-gap narrowing". Journal of Applied Physics. 93 (3): 1598. Bibcode:2003JAP....93.1598A. doi:10.1063/1.1529297.{{cite journal}}:  نگهداری یادکرد:نام‌های متعدد:فهرست نویسندگان (link)
3. ↑  Rössler, U. (2002). "Gallium arsenide (GaAs), intrinsic carrier concentration, electrical and thermal conductivity". Group IV Elements, IV-IV and III-V Compounds. Part b - Electronic, Transport, Optical and Other Properties. Landolt-Börnstein - Group III Condensed Matter. pp. 1–8. doi:10.1007/10832182_196. ISBN 978-3-540-42876-3.
4. 1 2 3 4 5  Gachovska, Tanya K.; Hudgins, Jerry L. (2018). "SiC and GaN Power Semiconductor Devices". Power Electronics Handbook. Elsevier. p. 98. doi:10.1016/b978-0-12-811407-0.00005-2. ISBN 9780128114070.